# Кединогірський заказник
Кединогі́рський — ботанічний заказник місцевого значення у  Золотоніському районі Черкаської області.

## Опис
Заказник площею 10,0 га розташовано на акваторії Кременчуцького водосховища біля с. Коробівки.
Як об'єкт природно-заповідного фонду створено рішенням Черкаського облвиконкому від 14.04.1983 р. № 205. Землекористувач або землевласник, у віданні якого перебуває заповідний об'єкт — Черкаське регіональне управління водних ресурсів.
У межах заказника зростають латаття біле та рідкісні рослини (водяний горіх, сальвінія плаваюча — занесені до Червоної книги України).